# Дукатне золото

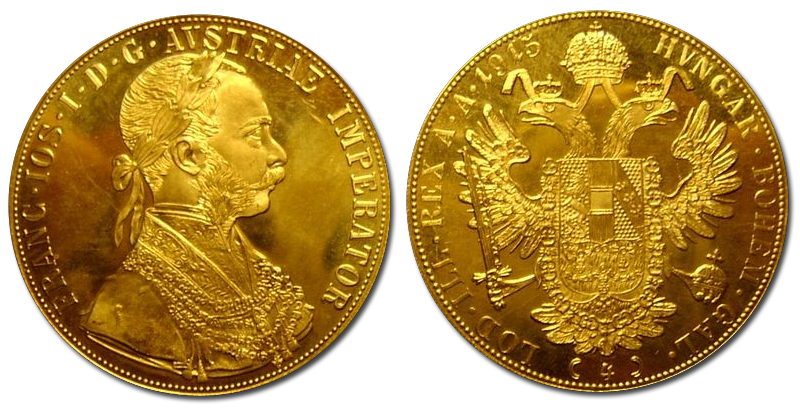
Австрійська монета 4 дукати, датована 1915-м роком

Дука́тне зо́лото — сплав золота із вмістом 23 2⁄3 карата (23 карати 8 гран) благородного металу. У метричній системі відповідає 986 пробі.
Поява назви дукатного золота пов'язана з феноменом дуката. Вперше викарбувана у Венеції у 1284 році, монета протягом багатьох століть уникла псування. Більшість країн Європи протягом більше 700 років випускали дукати, дотримуючись початкових характеристик — маса монети близько 3,5 г, проба сплаву золота близько до 980-ї. Станом на 2015-й рік з дукатного золота продовжували карбувати інвестиційні монети дві країни — Нідерланди і Австрія.